# Quintura
Quintura（クインチュラ）は、ヤフーサーチを検索エンジンとした検索サイトである。
Quinturaは検索時に検索結果とタグクラウドを同時に表示する。タグクラウドでの検索語は関連タグに囲まれている。
Quinturaは人工知能（ニューラルネットワーク）を使ったアルゴリズムに基づいて作られている。